# Синитта
Сини́тта Рене́ Мэло́ун (англ. Sinitta Renet Malone; 19 октября 1963, Сиэтл, Вашингтон, США) — американская певица и автор песен.

## Биография
Синитта Рене Мэлоун родилась 19 октября 1963 года в Сиэтле (штат Вашингтон, США) в семье Энтони Блэкетта и канадской актрисы и будущей диско-соул певицы Микель Браун, которые развелись в 1973 году, после чего Синитта с матерью переехали в Лондон. У Синитты есть сестра-близнец Грета Мэлоун, которая была удочерена их тётей Эми, а сама Синитта находилась в детдоме до 1974 года, до тех пор пока её мать могла бы справиться с ребёнком.
Синитта начала свою музыкальную карьеру в 1981 году, участвовала в нескольких театральных постановках лондонского Вест-Энда, в том числе в первой постановке мюзикла Эндрю Ллойда Уэббера «Кошки». С 1983 года записывалась на второстепенных лейбах, и в 1985 году её сингл "So Macho" был №2 в Великобритании. Это привлекло с певице внимание известного продюсерского трио Эйткен-Сток-Уотерман, которые подарили ей композицию "Toy Boy" (1987), ставшую хитом во многих странах. К 1995 году Синитта выпустила три музыкальных альбома:
- 1987: Sinitta!
- 1989: Wicked
- 1995: Naughty Naughty

Помимо музыкальной карьеры Синитта снялась в двух десятках телефильмов и сериалов, была участницей и ведущей популярных теле и реалити-шоу.
В 1984-1986 годах Синитта была в отношениях с Брэдом Питтом, с которым познакомилась на вечеринке в Лондоне. В 2002—2010 года Синитта была замужем за бизнесменом Энди Уиллнером (род.1960). У бывших супругов есть двое приёмных детей — дочь Магдалена Уиллнер (род.2005) и сын Зак Уиллнер (род.2006).